# Karl Fei-Ong
Karl Fei-Ong è un personaggio dell'anime e manga BLOOD+ di Junichi Fujisaku, una delle cinque frecce, organizzazione di cui è a capo la sorella della protagonista della serie. Fra tutti i componenti è il primo a mostrarsi e nutre degli strani sentimenti che lo collegano alle due sorelle.

## Storia

### Nel passato
Del passato di Karl si viene a sapere poco nel corso della serie, si vede soltanto il suo primo incontro con Diva, quando i Goldmisth lo “adottarono” come fratello.

### Nel presente
Fei-Ong è il primo dei cavalieri di Diva a mostrarsi, quando ancora non si sapeva nulla dell'organizzazione. All'inizio si presentava mascherato e con un nome inventato quale “Phantom”, più volte si scontrerà con Saya Otonashi e compagni. La prima volta in una scuola dove si sono registrate delle scomparse misteriose, poi in aperta campagna con l'aiuto di innumerevoli piccoli vampiri con i quali riuscirà a decimare la squadra del Red Shield. Qui verrà ferito ad un braccio e ad una gamba da Saya e fuggirà. Per diverse puntate non si vedrà più per poi apparire con nuovi poteri che subito dimostrerà al suo amico Solomon Goldsmith. Accompagnerà in seguito Diva sulla nave dove Saya e compagni stavano viaggiando, scontro che si concluderà con lo scoppio dell'intera nave, senza mostrare la fine del duello. Alla fine messo da parte dall'organizzazione decide di tradirla per seguire i suoi istinti, vuole ancora una volta combattere contro Saya, in tale combattimento vorrà porre la fine ad entrambe le vite, ma Solomon interverrà impedendogli il gesto.

### Carattere
Ossessionato da Saya, dove più di tutti vuole vederla senza freni, assetata di sangue come la stessa Diva, farà di tutto per riuscire a vederla in quello stato uccidendo chiunque si intrometti. Sembra che non gli interessi vivere ma soltanto vedere ancora una volta lo sguardo tremendo della protagonista.  Fino alla fine vorrà mostrare a lei e a tutti di cosa sia capace e del suo grande show.

### Tecniche
Agile e veloce, dopo la menomazione e la stranissima guarigione riesce anche a lanciare dalla sua mano innumerevoli paletti con il quale colpirà più volte sia Haji che Saya.